# Чемпіонат націй КОНКАКАФ 1965 (кваліфікація)
Починаючи з розіграшу 1965 року довгий час фінальний турнір чемпіонату націй КОНКАКАФ став збирати 6 учасників, оскільки претендентів на участь було більше, вони проходили відсів у відбірковому турнірі.
Гватемала (як господарі) і Коста-Рика (як діюяий переможець турніру) кваліфікувалися автоматично. Для інших чотирьох збірних, були оголошені три регіональні зони: північноамериканська (Мексика і США), які розігрували одне місце, центральноамериканська (Сальвадор (сторона, що приймає), Гондурас, Нікарагуа і Панама), які також розігрували одне місце, і зона Карибського басейну (Куба, Домініканська Республіка, Нідерландські Антильські острови, Гаїті, Ямайка (сторона, що приймає) і Тринідад і Тобаго), де кваліфіковувались дві команди.
За кілька місяців до початку заходу КОНКАКАФ переглянув терміни проведення фінального турніру в Гватемалі, в результаті чого турніру посунули на один місяць. Це залишило дуже мало часу для розміщення відбіркових раундів в календарі, який був вже зайнятий відбором до чемпіонату світу, якій проходив в той же період.
У січні кілька делегатів з карибських країн зустрілися на Ямайці під час відбіркового матчу до чемпіонату світу, що проводився там, і телеграфували пропозицію для виконавчого комітету КОНКАКАФ в тому, щоб Мексика і США були додані в центральноамериканську зону, а фінальний турнір в Гватемалі мав би пройти з 25 квітня по 9 травня,  щоб було досить часу, аби паралельно грати відбіркові матчі чемпіонату світу. КОНКАКАФ не відповів на цю пропозицію, тому Ямайка, Тринідад і Тобаго та Домініканська Республіка вийшла з турніру.

## Карибська зона
Ямайка, Тринідад і Тобаго та Домініканська Республіка вийшла з кваліфікації через зіткнення з графіком кваліфікації на ЧС-1966.
Господар фінального турніру, Гватемала, відмовилася видати візи кубинцям, щоб вони могли відвідати країну.
Куба поскаржилася Гельмуту Казеру, генсеку ФІФА, з проханням ФІФА не визнавати КОНКАКАФ. Казер заявив, що ФІФА не може це зробити і передав питання про гватемальські візи для кубинців у КОНКАКАФ. Оскільки вони не змогли взяти участь в конкурсі, Куба покинула турнір.
Таким чином Гаїті і Нідерландські Антильські острови автоматично кваліфікувались до фінального раунду.

## Центральноамериканська зона
Панама перед турніром відмовилась від участі
| Поз | Команда   | І | В | Н | П | ГЗ | ГП | РГ | О | Кваліфікація |
| --- | --------- | - | - | - | - | -- | -- | -- | - | ------------ |
| 1   | Сальвадор | 2 | 2 | 0 | 0 | 7  | 1  | +6 | 4 | Final round  |
| 2   | Нікарагуа | 2 | 1 | 0 | 1 | 2  | 4  | −2 | 2 |              |
| 3   | Гондурас  | 2 | 0 | 0 | 2 | 1  | 5  | −4 | 0 |              |

| 10 березня 1965 |

| Сальвадор                          | 4–0 | Нікарагуа |
| ---------------------------------- | --- | --------- |
| Гонсалес 49', 67', 84' Барраса 63' |     |           |

| Сальвадор |

| 12 березня 1965 |

| Нікарагуа | 2–0 | Гондурас |
| --------- | --- | -------- |
|           |     |          |

| Сальвадор |

| 14 березня 1965 |

| Сальвадор                    | 3–1 | Гондурас |
| ---------------------------- | --- | -------- |
| Монхе 33' Мендес Барраса 63' |     |          |

| Сальвадор |

## Північноамериканська зона
Сполучені Штати відмовились від участі і Мексика автоматично кваліфікувалась у фінальну стадію.